# 埃米利奥·桑切斯
埃米利奥·桑切斯（西班牙語：Emilio Sánchez，1965年5月29日—），西班牙男子前職業网球运动员。他曾代表西班牙参加1984年、1988年和1992年夏季奥林匹克运动会网球比赛，其中1988年奥运会获得一枚银牌。
他的妹妹是阿兰查·桑切斯·维卡里奥，弟弟是哈维尔·桑切斯，均是前職業网球运动员。